# Hakea undulata
Hakea undulata är en tvåhjärtbladig växtart som beskrevs av Robert Brown. Hakea undulata ingår i släktet Hakea och familjen Proteaceae. Inga underarter finns listade i Catalogue of Life.